# 寺本章子
寺本 章子（てらもと あきこ、1977年（昭和52年）4月10日 - ）は、タレント・リポーター。兵庫県赤穂郡出身。血液型はA型。パートナーズ・プロ所属。

## 人物
- 兵庫県立上郡高等学校、武庫川女子大学短期大学部卒業。
- 中央競馬中継（グリーンチャンネル）の中央競馬中継WEST内で、アナウンサーの関野浩之が一番お気に入りのパドック進行。実際、番組内のクロストークで、同じキャスターの岡部玲子やパドック進行の東奈緒美に対しては、関野の毒舌が容赦なく全開となるが、寺本に対しては甘くなる場面が過去に何回も確認されている。寺本のブログでは、過去に関野や岡部が阪神競馬場に来た際、一緒に映っていた画像で、関野が満面の笑みだったこともある。グリーンチャンネルでは毒舌で定着している関野が、唯一弱点とする人物でもある。

## 出演番組

### 現在
- 中央競馬中継（グリーンチャンネル）
- 京都競馬場、または阪神競馬場のパドック進行を務めている。不定期の出演。以前はグリーンチャンネルのホームページ「パドック解説者」の項目で出演日を確認できた。GIレースや重賞レースが行われる日の出演が多い。
- 突撃！うちのべっぴんさん（明石ケーブルテレビ　たこチャンネル）
- 虹色ねっとわーく（東大阪ケーブルテレビ）

### 過去
- ぽじポジたまご（KBS京都、毎週月曜〜金曜10:30 - 11:24）火・水リポーター

## その他
- 趣味は手芸、裁縫、絵手紙。
- グリーンチャンネルの中央競馬中継で同じ京都競馬場、または阪神競馬場のパドック進行を務めていた東奈緒美とは仲良し。小倉競馬場に遊びに行ったり、パドック進行同士で飲み会を開いたこともある。
- 2008年（平成20年）9月21日のローズステークスで初めて万馬券を当てた。（3連複15920円）
- 2010年（平成22年）5月23日の京都8Rで単勝万馬券を当てた。（12860円）